# Bocconia latisepala
Bocconia latisepala es una especie de arbusto de la familia de las papaveráceas.

## Descripción
Es un arbusto que crece hasta una altura de 2 m, presenta un tallo quebradizo, de hojas grandes lobuladas, de 15 a 35 cm de ancho y de 10 a 30 cm de largo, el haz es verde sin vellosidades y el envés grisáceo con vellosidades. La Inflorescencia esta organizada en panículas de 25 a 60 cm de largo, concentradas en las puntas de las ramas, las flores son pequeñas, apétalas, cáliz de dos sépalos, contienen de 12 a 16 estambres de filamentos cortos y finos y anteras alargadas amarillas. El fruto es una cápsula elipsoide, lisa, de hasta 7 mm de largo, carnosa y puntiaguda, color rojo amaranto, las semillas son pequeñas, negras, con una zona roja en un extremo.

## Distribución
Originaria del estado de Nuevo León, México, forma parte del matorral submontano de la Sierra Madre Oriental, se localiza en lomeríos de suaves pendientes y en los taludes inferiores sobre los plegamientos de las faldas de dicha sierra, entre los 400 y 800 m de altura sobre el nivel del mar.

### Química
De la corteza, tallos y hojas de B. latisepala se han aislado los alcaloides queleritrina, sanguinarina, oxisanguinarina, protopina, y α-alocriptopina. De las semillas de B. latisepala se han aislado: dihidrosanguinarina, oxisanguinarina, dihidroqueleritrina, (–)-6-acetonildihidroqueleritrina, (–)-queleritridimerina, arnottianamida, queleritrina, (–)-6-acetonil-12-metoxidihidroqueleritrina, (–)-6,12-dimetoxidihidroqueleritrina y 12-metoxiqueleritrina.

## Taxonomía
Bocconia latisepala fue descrita por Sereno Watson y publicado en Proceedings of the American Academy of Arts and Sciences 25: 141. 1890.
Etimología
Ver: Bocconia

Frutos de Bocconia latisepala

latisepala: Epíteto latino que se deriva de las palabras latus = 'largo' y sepala = "sépalos", que significa "de sépalos largos".